# Microflata stictica
Microflata stictica är en insektsart som beskrevs av Melichar 1902. Microflata stictica ingår i släktet Microflata och familjen Flatidae. Inga underarter finns listade i Catalogue of Life.